# Tipos de Tradiciones Peruanas
Las numerosas Tradiciones Peruanas de Ricardo Palma se pueden clasificar en tres tipos. Augusto Tamayo Vargas comenta tres estilos de tradición: Tradición estampa, la Tradición cuento y  la Tradición palmista es del critico peruano a que debemos lee .

## Tradición Estampa
Son tradiciones brevísimas. Pinta con un lenguaje picaresco y burlón de una anécdota minúscula, sin embargo es capaz de retratar costumbres y actitudes humanas a la manera de un cuadro de Goya, con profundidad y realismo
Figuran varios relatos que resaltan este tipo de tradición:
- El ombligo de nuestro padre Adán (1607) - 4ª serie.
- Mosquita muerta (1724) - 4ª serie.
- El sueño de un santo varón (1544) - 6ª serie.
- Las hechas y por hacer (1544) - 6ª serie.
- El obispo chicheño (1780) - 6ª serie.
- Historia de un cañoncito (1849) - 7ª serie.
- El abad de Lunahuaná (1581) - 9ª serie.
- El porqué fray Martín de Porres, santo limeño, no hace ya milagros (1639) - 9ª serie.
- El padre Pata (1821) - 9ª series.
- De gallo a gallo (1828)- 9ª serie.

## Tradición Cuento
Narra todos los hechos, como circunstancias, las característizas de personajes dejando en un segundo plano la contextualización y reflexión histórica .
Las más resaltada son:
- Don Dimas de la Tijereta (1706) - 1ª serie.
- Traslado a Judas (sin fecha) - 3ª serie.
- El verdugo real del Cuzco (1547) - 4ª serie.
- El alcalde de Paucarcolla (1614) - 4ª serie.
- Al pie de la letra (1835) - 8ª serie.
- El desafío del mariscal Castilla (1839) - 9ª serie.
- Los siete pelos del diablo (sin fecha) - 9ª serie.

## Tradición Palmista
Consiste en historias cortas y resaltadas como pequeños parrafillos históricos y nuevamente, como cuerpo de la tradición. Entre ellas tenemos a:
- Justos y pecadores (1625) - 1ª serie.
- Los caballeros de la capa (1541) - 2ª serie.
- «¡Beba, Padre, que le da la via!» (1668) - 2ª serie.
- Rudamente, pulidamente, mañosamente (1768) - 2ª serie.
- Con días y ollas venceremos (1821) - 2ª serie.
- La trenza de sus cabellos (1734 - 1738) - 3ª serie.
- Santiago el volador (1761) - 3ª serie.
- El alacrán de fray Goméz (1587 - 1631) - 7ª serie.
- Los Incas ajedrecistas (1532 - 1533) - 10.ª serie.

## El demonio de los Andes(1544 - 1565) 6ª serie
No es posible incluirla dentro de ninguna de los tipos tratados anteriormente, por asimilarse con la biografía del autor.